# Криезиу, Наим
Наим Криезиу (алб. Naim Krieziu; 1 января 1918, Джяковица — 20 марта 2010, Рим) — албанский футболист и тренер, играл на позиции правого вингера.

## Карьера
Наим Криезиу, косовский албанец по национальности, родился в городе Джяковица, но ещё в юном возрасте переехал к своему брату, проживавшему в Тиране и работавшему там чиновником. Связи брата помогли Криезиу устроить Наима в местный футбольный клуб «Тирана», за основу которого тот стал играть уже в 15 лет, а через год дебютировал и в сборной Албании. В 1939 году Албания была оккупирована итальянскими войсками и стала протекторатом страны, а албанцы гражданами Италии. Многие футбольные клубы Италии стали искать в Албании игроков для своих клубов, так был замечен и Криезиу, попавшись на глаза преподавателю физической культуры, присланному в местный университет из Италии, который и направил игрока в столичный клуб «Рома», и одновременно в Римский столичный университет, где Криезиу смог бы закончить своё образование.
Сразу после просмотра в «Роме» и лишь одного сыгранного матча, руководители клуба отвезли Криезиу на улицу Тритоне, где находился офис клуба, и подписали с ним контракт, ставший первым для Криезиу в его жизни. 10 марта 1940 года Криезиу дебютировал за «Рому» в официальной игре, в матче чемпионата Италии с «Бари», который «Рома» выиграла 4:2, а сам Криезиу сделал голевой пас. Криезиу выступал за «Рому» на протяжении 8 лет, он выиграл с клубом первый в его истории чемпионат Италии в 1942 году, за что получил небольшую, даже по тем временам сумму в 500 лир. В 1947 году Криезиу был куплен клубом «Наполи», заплатившим за игрока 18 млн лир, он играл за неаполитанскую команду 6 лет, пока не завершил карьеру в 1953 году.
Завершив карьеру игрока, Криезиу стал на тренерскую стезю, возглавив в качестве играющего тренера клуб серии D «Туррис». Затем долгое время работал ассистентом главных тренеров «Ромы», а потом в клубе «Альмас Рома». В ноябре 1963 года был даже главным тренером «Ромы», после того как подал в отставку Альфредо Фони, правда, проработал на этом посту всего один матч — против «Торино» (3:0).
После завершения тренерской карьеры, Криезиу работал скаутом «Ромы», в частности он нашёл для команды такого игрока как Джузеппе Джаннини.

## Достижения
- Чемпион Албании (3): 1934, 1936, 1937
- Обладатель кубка Албании: 1938
- Чемпион Италии: 1942